# Fontaines-Saint-Clair
 Fontaines-Saint-Clair  es una población y comuna francesa, en la región de Lorena, departamento de Mosa, en el distrito de Verdún y cantón de Dun-sur-Meuse.

## Demografía
| 84 | 63 | 56 | 33 | 37 | 41 |
| Para los censos de 1962 a 1999 la población legal corresponde a la población sin duplicidades (Fuente: INSEE [Consultar]) |    |    |    |    |    |